# Cinnamon Cay
Cinnamon Cay – mała, niezamieszkana wysepka na Wyspach Dziewiczych Stanów Zjednoczonych.
Ma 9,7 m wysokości i jest położona około 1,1 km na wschód od Trunk Cay, a 100 metrów od plaży Cinnamon Bay na wyspie Saint John.